# Jazzed Media
Jazzed Media is een Amerikaans platenlabel en een filmproductiemaatschappij, in 2002 opgericht door producer en jazz-filmdocumentaire-maker Graham Carter. gevestigd in Littleton, Colorado. De onderneming brengt nieuwe en niet eerder uitgekomen jazzopnames uit en jazz-documentaires.
Artiesten wier muziek op het label uitkwam zijn onder meer Phil Urso, Phil Woods, Bud Shank, Bob Lark, Frank Tiberi, Terry Gibbs, Irene Kral, alsook bigbands van Bud Shank, Bill Holman, Don Menza, Pat Longo, Buddy Charles, Al Hood en Jack Cortner.
Carter bracht via Jazzed Media ook een aantal door hem gemaakte bio-pics uit, over Phil Woods, Stan Kenton en Woody Herman, alsook dvd's met concertopnames van Bud Shank en Marvin Stamm.